# 800 metros livre
800 metros livres é uma modalidade olímpica de natação de estilo livre, geralmente executada no estilo crawl, por ser o mais rápido. 
Nas olimpíadas, a prova era disputada apenas por mulheres até os Jogos Olímpicos de Verão de 2020 em Tóquio, e a distância olímpica equivalente para os homens até então eram os 1500 metros livres.
Entretanto, a edição de 2020 ficou marcada na história da natação olímpica por incluir os 800m livres masculinos, bem como os 1500m femininos, tornando-se a primeira Olímpiada em que ambos os gêneros competiram em um programa idêntico de provas.
É uma prova de fundo, onde o importante é a regularidade das braçadas e a resistência. Geralmente as nadadoras conseguem manter o mesmo ritmo durante toda a prova, tentando acelerar somente no final.

## Recordes mundiais masculinos

### Piscina Longa (50m)
| TEMPO   | NADADOR              | DATA                    |
| ------- | -------------------- | ----------------------- |
| 11:25.4 | Henry Taylor         | 21 de julho de 1906     |
| 11:24.2 | Norman Ross          | 10 de janeiro de 1920   |
| 11:05.2 | Boy Charlton         | 13 de janeiro de 1923   |
| 10:51.8 | Boy Charlton         | 19 de janeiro de 1924   |
| 10:43.6 | Arne Borg            | 11 de abril de 1924     |
| 10:37.4 | Arne Borg            | 25 de agosto de 1925    |
| 10:32.0 | Boy Charlton         | 8 de janeiro de 1927    |
| 10:22.2 | Johnny Weissmuller   | 27 de julho de 1927     |
| 10:19.6 | Jean Taris           | 30 de maio de 1930      |
| 10:17.2 | Jean Taris           | 9 de junho de 1931      |
| 10:16.6 | Shozo Makino         | 30 de agosto de 1931    |
| 10:15.6 | Jean Taris           | 21 de junho de 1932     |
| 10:08.6 | Shozo Makino         | 25 de junho de 1933     |
| 10:01.2 | Shozo Makino         | 16 de setembro de 1933  |
| 9:55.8  | Shozo Makino         | 15 de setembro de 1934  |
| 9:50.9  | William Smith        | 24 de julho de 1941     |
| 9:45.6  | Hironoshin Furuhashi | 26 de junho de 1949     |
| 9:45.0  | Shiro Hashizume      | 16 de agosto de 1949    |
| 9:40.7  | Hironoshin Furuhashi | 16 de agosto de 1949    |
| 9:35.5  | Hironoshin Furuhashi | 16 de agosto de 1949    |
| 9:30.7  | Ford Konno           | 7 de julho de 1951      |
| 9:15.7  | George Breen         | 27 de outubro de 1956   |
| 9:17.7  | John Konrads         | 11 de janeiro de 1958   |
| 9:14.5  | John Konrads         | 22 de fevereiro de 1958 |
| 8:59.6  | John Konrads         | 10 de janeiro de 1959   |
| 8:51.5  | Murray Rose          | 26 de agosto de 1962    |
| 8:47.4  | Semyon Belits-Geiman | 3 de agosto de 1966     |
| 8:47.3  | John Bennett         | 16 de janeiro de 1967   |
| 8:46.8  | Alain Mosconi        | 5 de julho de 1967      |
| 8:42.0  | Francis Luyce        | 21 de julho de 1967     |
| 8:34.3  | Mike Burton          | 3 de setembro de 1968   |
| 8:28.8  | Mike Burton          | 17 de agosto de 1969    |
| 8:28.6  | Graham Windeatt      | 3 de abril de 1971      |
| 8:23.8  | Brad Cooper          | 12 de janeiro de 1972   |
| 8:17.60 | Stephen Holland      | 5 de agosto de 1973     |
| 8:16.27 | Stephen Holland      | 8 de setembro de 1973   |
| 8:15.88 | Stephen Holland      | 1 de janeiro de 1974    |
| 8:15.2  | Stephen Holland      | 17 de janeiro de 1975   |
| 8:15.02 | Stephen Holland      | 25 de janeiro de 1975   |
| 8:13.68 | Tim Shaw             | 21 de junho de 1975     |
| 8:09.60 | Tim Shaw             | 13 de julho de 1975     |
| 8:06.27 | Stephen Holland      | 27 de fevereiro de 1976 |
| 8:02.91 | Stephen Holland      | 29 de fevereiro de 1976 |
| 8:01.54 | Bobby Hackett        | 21 de junho de 1976     |
| 7:56.49 | Vladimir Salnikov    | 23 de março de 1979     |
| 7:52.83 | Vladimir Salnikov    | 14 de fevereiro de 1982 |
| 7:52.23 | Vladimir Salnikov    | 14 de julho de 1983     |
| 7:50.64 | Vladimir Salnikov    | 4 de julho de 1986      |
| 7:47.85 | Kieren Perkins       | 25 de agosto de 1991    |
| 7:46.60 | Kieren Perkins       | 16 de fevereiro de 1992 |
| 7:46.00 | Kieren Perkins       | 24 de agosto de 1994    |
| 7:41.59 | Ian Thorpe           | 26 de março de 2001     |
| 7:39.16 | Ian Thorpe           | 24 de julho de 2001     |
| 7:38.65 | Grant Hackett        | 27 de julho de 2005     |
| 7:32.12 | Zhang Lin            | 29 de julho de 2009     |

### Piscina Curta (25m)
| TEMPO   | NADADOR           | DATA                    |
| ------- | ----------------- | ----------------------- |
| 7:38.90 | Vladimir Salnikov | 13 de fevereiro de 1983 |
| 7:38.75 | Michael Gross     | 3 de fevereiro de 1985  |
| 7:34.90 | Kieren Perkins    | 25 de julho de 1993     |
| 7:25.28 | Grant Hackett     | 3 de agosto de 2001     |
| 7:23.42 | Grant Hackett     | 20 de julho de 2008     |

## Recordes mundiais femininos

### Piscina Longa (50m)
| TEMPO   | NADADORA           | DATA                    |
| ------- | ------------------ | ----------------------- |
| 13:19.0 | Gertrude Ederle    | 17 de agosto de 1919    |
| 12:58.2 | Ethel McGary       | 6 de agosto de 1925     |
| 12:56.0 | Ethel McGary       | 15 de agosto de 1925    |
| 12:47.2 | Martha Norelius    | 7 de agosto de 1926     |
| 12:17.8 | Martha Norelius    | 31 de julho de 1927     |
| 12:03.8 | Josephine McKim    | 10 de agosto de 1929    |
| 11:41.2 | Helene Madison     | 6 de julho de 1930      |
| 11:34.4 | Laura Knight       | 21 de julho de 1935     |
| 11:11.7 | Ragnhild Hveger    | 3 de julho de 1936      |
| 10:52.5 | Ragnhild Hveger    | 13 de agosto de 1941    |
| 10:42.4 | Valéria Gyenge     | 28 de junho de 1953     |
| 10:30.9 | Lorraine Crapp     | 14 de janeiro de 1956   |
| 10:27.3 | Mary Kok           | 16 de fevereiro de 1957 |
| 10:17.7 | Ilsa Konrads       | 9 de janeiro de 1958    |
| 10:16.2 | Ilsa Konrads       | 20 de fevereiro de 1958 |
| 10:11.8 | Ilsa Konrads       | 13 de junho de 1958     |
| 10:11.4 | Ilsa Konrads       | 19 de fevereiro de 1959 |
| 9:55.6  | Jane Cederqvist    | 17 de agosto de 1960    |
| 9:51.6  | Carolyn House      | 26 de agosto de 1962    |
| 9:47.3  | Patty Caretto      | 30 de julho de 1964     |
| 9:36.9  | Sharon Finneran    | 28 de setembro de 1964  |
| 9:35.8  | Debbie Meyer       | 9 de julho de 1967      |
| 9:22.9  | Debbie Meyer       | 29 de julho de 1967     |
| 9:19.0  | Debbie Meyer       | 21 de julho de 1968     |
| 9:17.8  | Debbie Meyer       | 4 de agosto de 1968     |
| 9:10.4  | Debbie Meyer       | 28 de agosto de 1968    |
| 9:09.1  | Karen Moras        | 1 de março de 1970      |
| 9:02.45 | Karen Moras        | 18 de julho de 1970     |
| 8:59.4  | Ann Simmons        | 10 de setembro de 1971  |
| 8:58.1  | Shane Gould        | 3 de dezembro de 1971   |
| 8:53.83 | Jo Harshbarger     | 6 de agosto de 1972     |
| 8:53.68 | Keena Rothhammer   | 3 de setembro de 1972   |
| 8:52.97 | Novella Calligaris | 9 de setembro de 1973   |
| 8:50.1  | Jennifer Turrall   | 5 de janeiro de 1974    |
| 8:47.66 | Jo Harshbarger     | 25 de agosto de 1974    |
| 8:47.59 | Jo Harshbarger     | 31 de agosto de 1974    |
| 8:43.48 | Jennifer Turrall   | 31 de março de 1975     |
| 8:40.68 | Petra Thümer       | 4 de junho de 1976      |
| 8:39.63 | Shirley Babashoff  | 21 de junho de 1976     |
| 8:37.14 | Petra Thümer       | 25 de julho de 1976     |
| 8:35.04 | Petra Thümer       | 9 de julho de 1977      |
| 8:34.86 | Michelle Ford      | 6 de janeiro de 1978    |
| 8:31.30 | Michelle Ford      | 21 de janeiro de 1978   |
| 8:30.53 | Tracey Wickham     | 21 de fevereiro de 1978 |
| 8:24.62 | Tracey Wickham     | 5 de agosto de 1978     |
| 8:22.44 | Janet Evans        | 27 de julho de 1987     |
| 8:19.53 | Anke Möhring       | 19 de agosto de 1987    |
| 8:17.12 | Janet Evans        | 22 de março de 1988     |
| 8:16.22 | Janet Evans        | 20 de agosto de 1989    |
| 8:14.10 | Rebecca Adlington  | 16 de agosto de 2008    |
| 8:13.86 | Katie Ledecky      | 3 de agosto de 2013     |
| 8:11.00 | Katie Ledecky      | 22 de junho de 2014     |
| 8:07.39 | Katie Ledecky      | 8 de agosto de 2015     |
| 8:06.68 | Katie Ledecky      | 17 de janeiro de 2016   |
| 8:04.79 | Katie Ledecky      | 12 de agosto de 2016    |
| 8:04.12 | Katie Ledecky      | 3 de maio de 2025       |

### Piscina Curta (25m)
| TEMPO   | NADADORA        | DATA                   |
| ------- | --------------- | ---------------------- |
| 8:15.15 | Chen Hua        | 3 de dezembro de 1991  |
| 8:14.35 | Sachiko Yamada  | 4 de fevereiro de 2002 |
| 8:11.25 | Laure Manaudou  | 9 de dezembro de 2005  |
| 8:09.68 | Kate Ziegler    | 12 de outubro de 2007  |
| 8:08.00 | Kate Ziegler    | 14 de outubro de 2007  |
| 8:04.53 | Alessia Filippi | 12 de dezembro de 2008 |
| 8:01.06 | Camille Muffat  | 16 de novembro de 2012 |